# Józefa Gryko
Józefa Monika Gryko – polska ekonomistka, dr hab. nauk społecznych, adiunkt Katedry Finansów Przedsiębiorstw Uniwersytetu Ekonomicznego w Poznaniu.

## Życiorys
6 stycznia 2006 obroniła pracę doktorską Związki pomiędzy czynnikami kształtującymi decyzje finansowe a strategią przedsiębiorstw innowacyjnych w Polsce, 14 czerwca 2019 habilitowała się na podstawie pracy zatytułowanej Kształtowanie elastyczności finansowej przedsiębiorstwa: perspektywa innowacyjności przemysłowych spółek publicznych. Jest członkiem Uczelnianej Komisji Wyborczej.
Awansowała na stanowisku adiunkta w Katedrze Finansów Przedsiębiorstw Uniwersytetu Ekonomicznego w Poznaniu.